# Tamara Adrián
Tamara Adrián   (Caracas, 20 de febrer de 1954) és una diputada, activista, professora i advocada veneçolana.
Graduada a la Universitat Catòlica Andrés Bello (UCAB) i doctora en Dret Comercial de la Universitat de Panteó-Assas de París, també és professora de Dret a la Universitat Catòlica Andrés Bello (UCAB), a la Universitat Central de Veneçuela (UCV) i a la Universitat Metropolitana (Unimet).
És una reconeguda activista pels drets de les dones, pels drets de les minories sexuals i de les categories denominades LGBTI. A part, es va convertir en la primera diputada transgènere triada a Amèrica i el seu país, pel partit Voluntat Popular, pertanyent a la coalició política de la MUD en les eleccions parlamentàries de Veneçuela de 2015.

## Biografia
Nascuda com Tomás Mariano Adrián Hernández, va obtenir la seva reassignació de gènere el 2002.
Filla d'una família de classe mitjana, va ser educada de manera convencional. Als 3 anys va començar a adonar-se que hi havia un desajust entre el seu gènere extern i l'intern. Els seus pares la van portar a tractament psicològic tractant d'orientar al seu fill perquè acceptés un gènere que no era amb el qual se sentia identificat. Segons Tamara, pressionada pels estàndards socials es va casar i va tenir dos fills.
Després de moltes lluites i complint amb totes les etapes del procés de reassignació, que va incloure viure almenys dos anys fent tot com a dona, va obtenir la seva reassignació sexual a Tailàndia l'any 2002 de la mà del doctor Suporn Watanyusakul. Va tornar a Veneçuela i el 14 de maig de 2004 demana davant la Sala Constitucional del Tribunal Suprem de Justícia el reconeixement de la seva identitat, atès que el seu nom legal és Tomás Adrián; fins a la data no ha obtingut resposta.
El Tribunal Suprem de Justícia no s'ha pronunciat sobre l'admissió de l'expedient. Diverses organitzacions, entre elles el Fòrum pels Drets Humans i la Democràcia, han manifestat el seu rebuig a l'actitud de l'alt tribunal, que consideren denegació de justícia en el cas de Tamara. Tamara compara aquesta situació amb la d'un immigrant que no té aquest important document, i sosté que una conseqüència d'aquesta denegació de justícia, és que s'impedeix a les persones transgènere l'exercici en igualtat de condicions dels seus drets civils per no tenir document d'identitat.
En 2016 va ser estrenada la pel·lícula Tamara, basada en la seva vida personal i dirigida per Elia Schneider.

## Àmbit polític
Tamara Adrián va presentar a Leopoldo López la proposta d'ordenança de no-discriminació en el municipi Chacao, «Ordenança sobre la No-Discriminació i la Igualtat en tots els àmbits i formes en el Municipi Chacao», la qual va ser considerada en l'ordenança aprovada pel Consell Municipal del municipi Chacao de l'Àrea Metropolitana de Caracas, en data 9 d'agost del 2016.
L'any 2009, en el marc de creació del partit polític Voluntat Popular, Leopoldo López va incorporar en el manifest ideològic d'aquesta organització la lluita pels drets de les minories sexuals i proposa a Tamara Adrian a continuar el seu procés de defensa dels drets de LGBTI en el camp polític, el que va representar el punt de partida de la seva carrera en aquest món.
El 2010 presenta les seves credencials davant l'Assemblea Nacional per optar a un càrrec de Magistrada de la Sala Constitucional del Tribunal Suprem de Justícia.
El 2015, la coalició opositora al Chavisme, el Moviment d'Unitat Democràtica (MUD), postula per iniciativa del partit Voluntat Popular a Tamara com a candidata llista a l'Assemblea Nacional per Caracas. Així Adrián fa història al convertir-se en la primera candidata transgènere de la història de Veneçuela, junt amb Rosmit Mantilla (també militant de Voluntat Popular) que en aquesta elecció, i des de la presó del SEBIN, és presentat com el primer candidat obertament homosexual per l'estat Táchira.
Tamara assoleix el triomf en les eleccions parlamentàries del 6 de desembre de 2015 i d'aquesta manera es converteix en diputada suplent per Tomas Guanipa, sent la primera congressista transgènere a Veneçuela i la segona de tot el continent americà. El 14 de gener de 2016, va ser juramentada a l'Assemblea Nacional.
L'activista i diputada, coordinadora del moviment Proinclusión de Voluntat Popular, treballa en conjunt amb organitzacions LGBTI a Veneçuela. És representant de la Xarxa de Lesbianes, Gai, Bisexuals, Trans i Intersexuals de Veneçuela, la qual té com a finalitat presentar la proposta del matrimoni igualitari a l'Assemblea Nacional. És també copresidenta de GLISA (Gay and Lesbian International Sport Association).

## Premis
- 2009: Ordre Luis María Olaso, reconeixement a Persona Emergent, Cabildo Metropolità, Caracas, Venezuela.[12][13]